# Fontaine du Vert bois
La fontaine du Vert bois ou fontaine Saint-Martin est une fontaine située à l'angle de la rue du Vertbois et de la rue Saint-Martin accolée au mur de l'enceinte de Philippe Auguste de l'ancien prieuré Saint-Martin-des-Champs, actuel Conservatoire national des arts et métiers dans le 3e arrondissement de Paris.

## Historique
La fontaine du Vert bois fut édifiée à la demande de Louis XIV en 1712 selon les plans de Pierre Bullet, alors responsable des travaux de modifications de l'église Saint-Martin-des-Champs, dans une des tours fortifiées du prieuré. La fontaine du Vert bois demeure la seule fontaine urbaine conçue par ce célèbre architecte. D’après d’anciens ouvrages, cette fontaine serait la première fontaine publique installée à Paris.
Le baron Haussmann renonce à sa destruction, initialement prévue dans ses plans de transformations, car la fontaine est devenue très rapidement indispensable pour les habitants du quartier.
En 1876, la fontaine a été de nouveau menacée de destruction mais, grâce à l'intervention de Victor Hugo, elle fut restaurée en 1882 et déplacée à son emplacement actuel.
Victor Hugo, qui écrivit : « Démolir la tour, non ; démolir l'architecte, oui. » La tour et la fontaine étaient sauvées mais il est regrettable que le nom du grand poète ne soit pas gravé sur la plaque commémorative. 
Les bâtiments historiques de l'ancien Prieuré Saint-Martin-des-Champs dont la fontaine du Vert bois fait partie sont classés monuments historiques en 1993.

## Description
La fontaine est dotée d'un grand fronton décoré avec une nef ornée de voiles, supporté par deux pilastres appareillés en bossage utilisant en alternance un décor vermiculé et à congélation. L'eau s'écoule d'un mascaron de bronze à tête de monstre marin imaginaire, une figure décorative souvent employée à l'époque. Au milieu de la fontaine, une plaque mémorisant son déplacement en 1882 fait rappel à son histoire avec le texte suivant :
| La tour dépendant de l’enceinte fortifiée du prieuré de St Martin des champs construit vers 1140 et la fontaine du Vertbois érigée en 1712 ont été conservés et restaurées par l'état en 1882 suivant le vœu des antiquaires parisiens |

Le bas-relief au-dessus de la plaque représente un vaisseau naviguant sur les flots. La sculpture est elle-même couronnée de l'écusson royal, couronné et ailé.

## Galerie

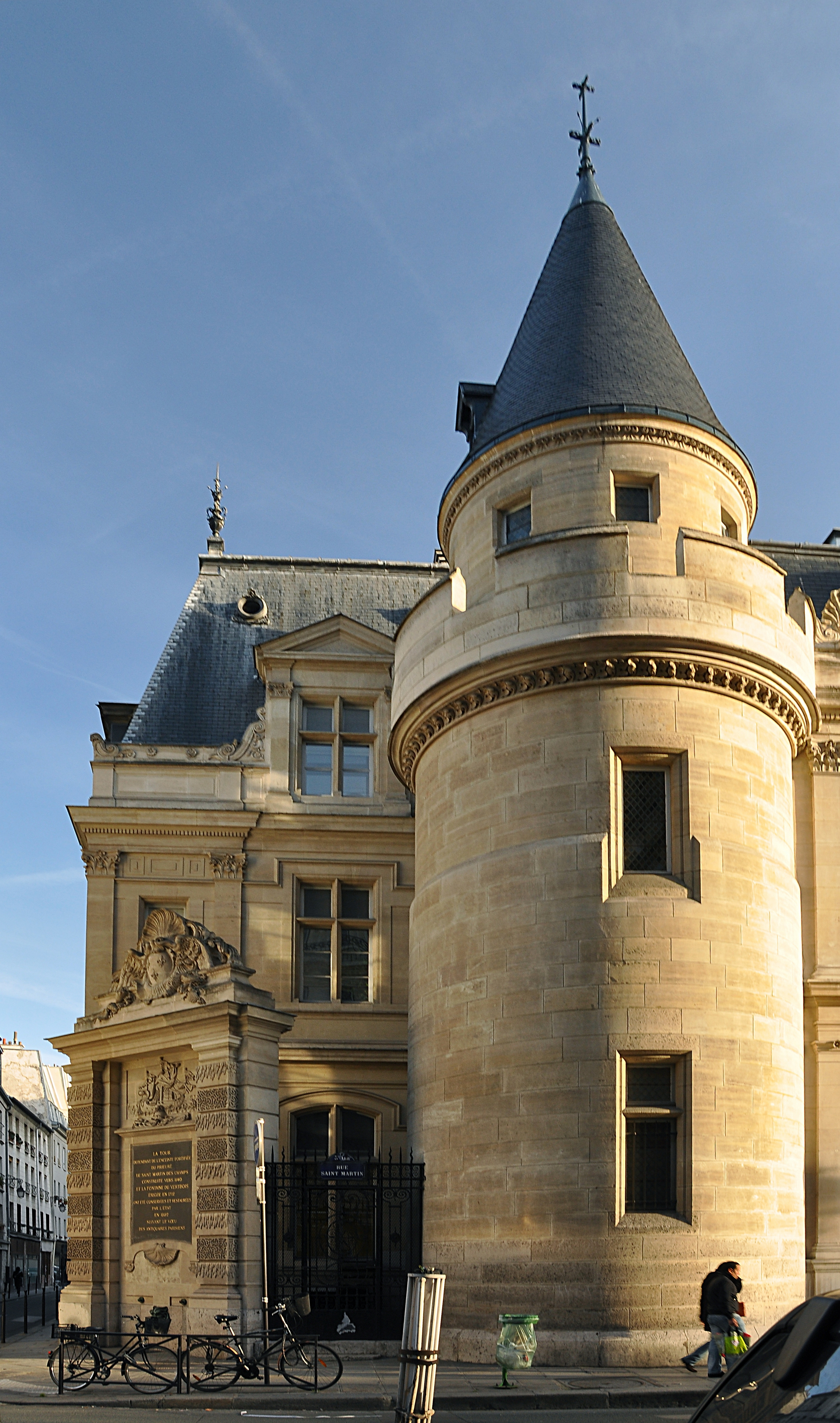
Vue d'ensemble.
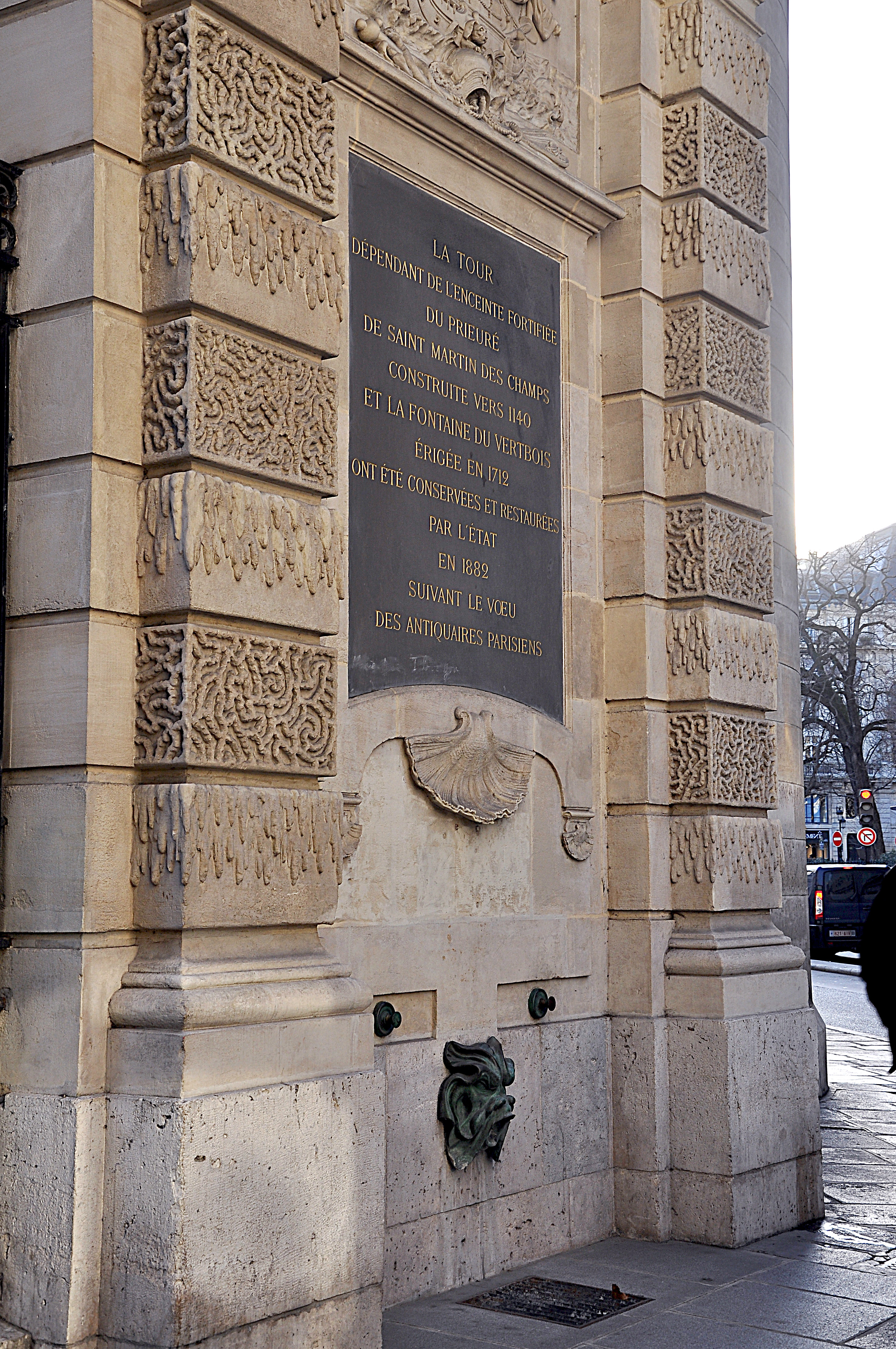
Soubassement de la fontaine.
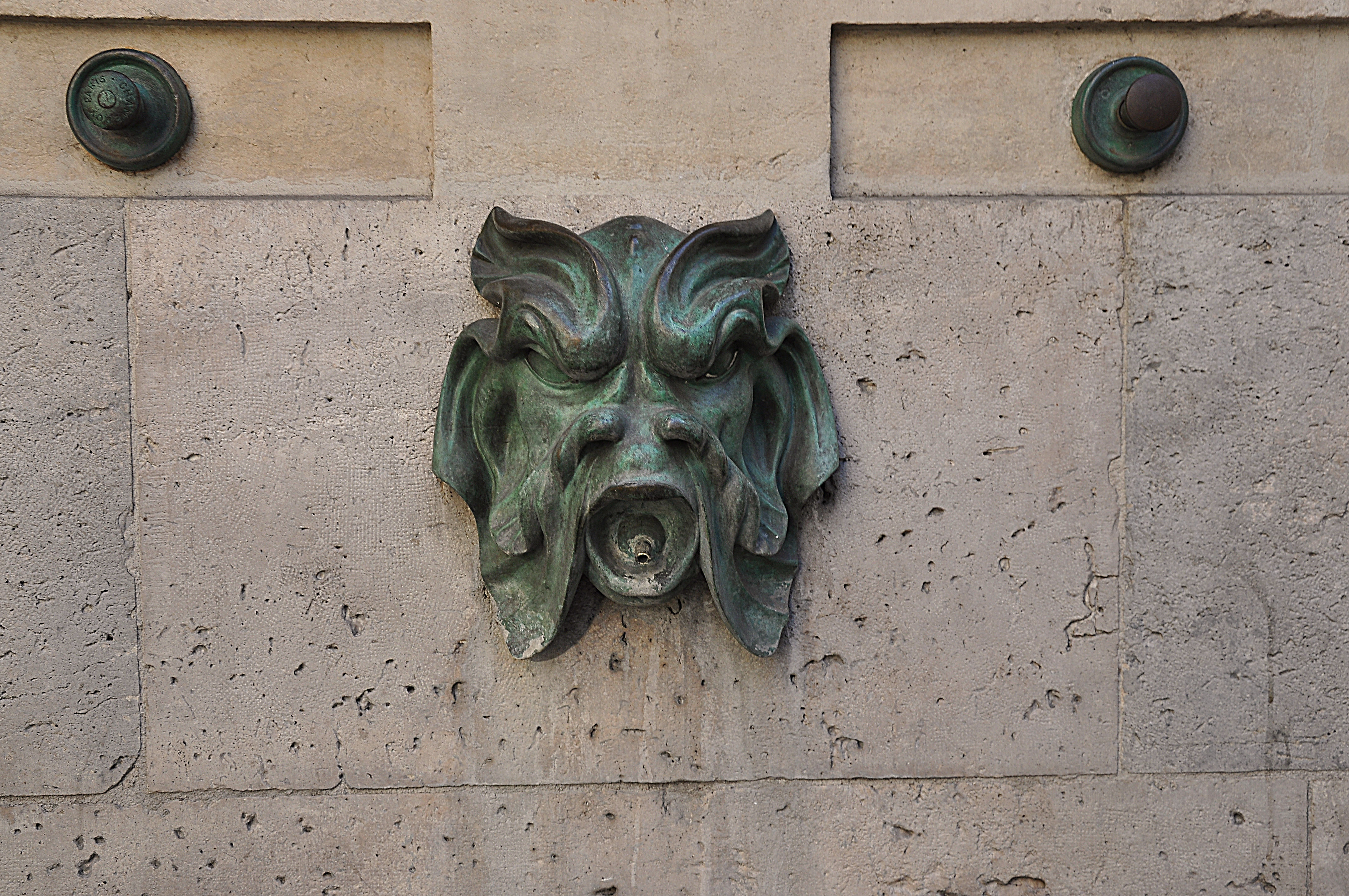
Mascaron.
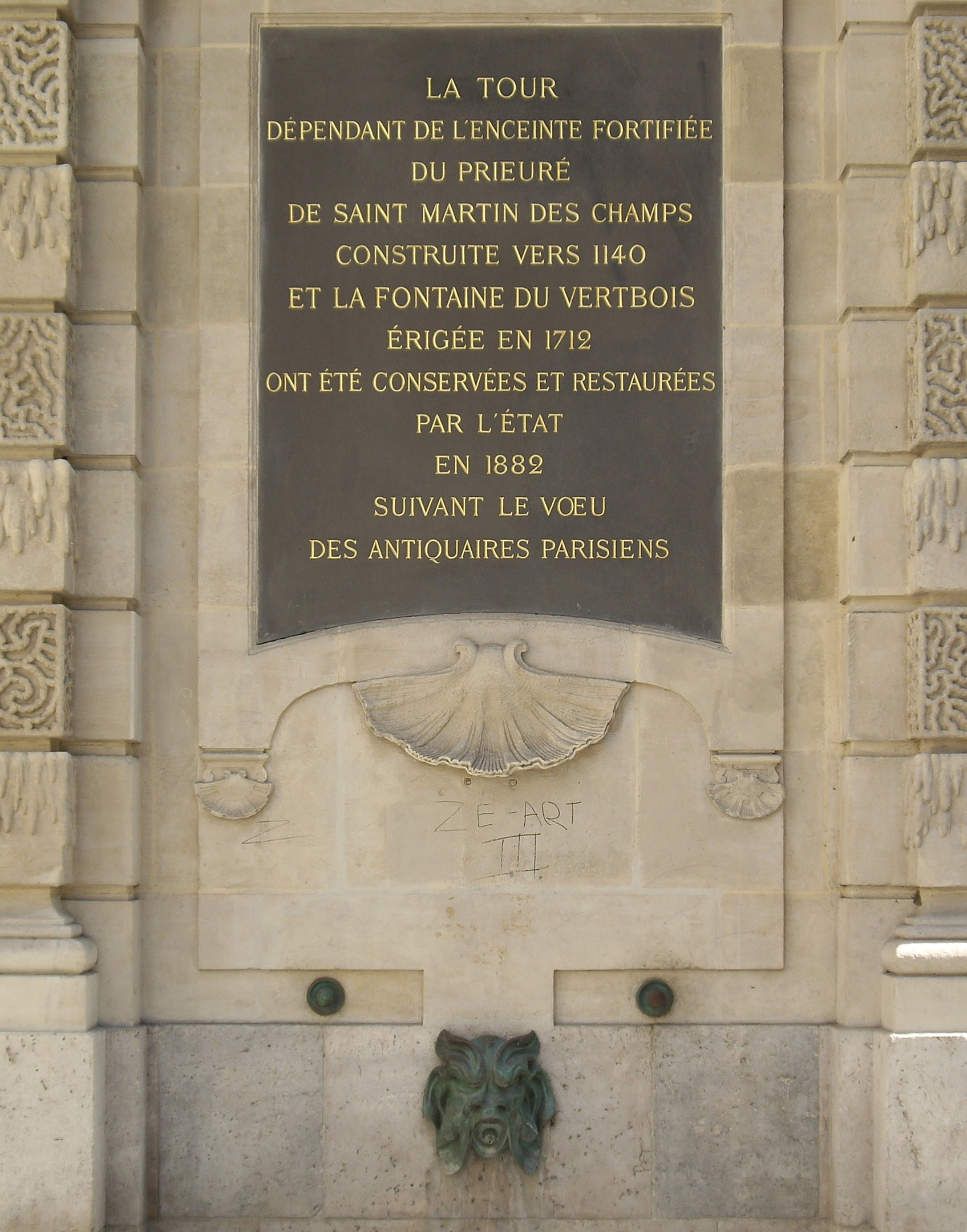
Plaque de la fontaine.